# Ryan Flynn
Ryan Flynn est un footballeur écossais né le 4 septembre 1988 à Édimbourg (Écosse). Il évolue au poste de milieu de terrain au Saint Mirren.

## Biographie
Formé à Liverpool, il participe aux deux campagnes victorieuses de Liverpool en Youth Cup lors des saisons 2005-2006 et 2006-2007. Le lendemain de la victoire en Youth Cup en 2007, il reçoit la possibilité de signer un contrat professionnel à Liverpool, en même temps que Craig Lindfield, Robbie Threlfall et Stephen Darby.
En novembre 2008, afin de gagner du temps de jeu, il est prêté à Wrexham, en cinquième division anglaise. À son retour de prêt, il est transféré au club écossais de Falkirk, où il reste deux saisons.
Le 14 juillet 2011, il signe un contrat de trois ans à Sheffield United, relégué en League One (D3).
Le 15 janvier 2018, il rejoint Saint Mirren.

## Carrière
- 2005-2008 :  Liverpool FC (réserve)
- 2008-2009 :  Wrexham FC
- 2009-2011 :  Falkirk FC
- 2011- :  Sheffield United[2]
- 2005-2008 :  Liverpool FC (réserve)
- 2008-2009 :  Wrexham FC
- 2009-2011 :  Falkirk FC
- 2011- :  Sheffield United[2]

## Palmarès
- Vainqueur de la Youth Cup avec Liverpool en (2006 et 2007)
- Champion de la deuxième division écossaise avec Saint Mirren en 2018